# Andru Donalds
Pour les articles homonymes, voir Donalds.
Andru Donalds (né le 16 novembre 1974) est un chanteur jamaïcain qui collabore notamment au projet Enigma. Il est surtout connu pour son single Mishale (1995), qui a atteint la trente-huitième position au Billboard Hot 100.

## Biographie
Andru Donalds naît à Kingston (Jamaïque). Son style musical visite la pop, le rock 'n' roll, le reggae ainsi que les ballades. Parmi ses influences, on compte The Beatles, Prince, Bob Marley, Queen, Michael Jackson et Black Uhuru.

### Carrière solo
Après avoir quitté l'école à l'âge de 18 ans, Donalds voyage en Angleterre, aux Pays-Bas et à New York. Il rencontre Eric Foster White et réalise avec ce dernier l'album Andru Donalds. Deux singles de l'album, Mishale et Save Me Now, deviennent des succès internationaux.
Son deuxième album, Damned, If I Don’t, est lancé deux ans plus tard, en 1997. L'une des chansons de l'album, Somebody’s Baby, est intégrée à la bande sonore du film Good Will Hunting.
En avril 1998, Donalds est contacté par Michael Cretu, qui veut le recruter pour le projet Enigma. Les deux hommes travailleront également sur deux albums solos de Donalds. Deux chansons de son troisième album, Snowin’ Under My Skin, obtiennent un certain succès. Son quatrième album s'intitule Let’s Talk About It.

### Enigma
Depuis 1999, Donalds est l'un des principaux chanteurs du projet Enigma. Il interprète ainsi plusieurs succès du projet tels Seven Lives (en), Modern Crusaders, The Screen Behind The Mirror, Boum-Boum, In The Shadow, In The Light, Hello And Welcome.

## Discographie

### Albums solo
| Année | Titre                               |
| 1994  | Andru Donalds                       |
| 1995  | Andru Donalds (édition limitée)     |
| 1997  | Damned If I Don't                   |
| 1997  | Damned If I Don't (édition limitée) |
| 1999  | Snowin' Under My Skin               |
| 2001  | Let's Talk About It                 |
| 2006  | Best Of                             |
| 2011  | Trouble In Paradise (15 April 2011) |

### Singles
| Année | Titre                                         |
| 1994  | Mishale                                       |
| 1994  | Save Me Now (à la radio seulement)            |
| 1995  | Tryin' To Tell Ya                             |
| 1995  | Mishale (remix)                               |
| 1998  | Beautiful Friday                              |
| 1998  | (Still) Lovin' You                            |
| 1999  | All Out Of Love                               |
| 1999  | Simple Obsession                              |
| 2000  | Precious Little Diamond                       |
| 2000  | (I'm Not Your) One Night Lover                |
| 2001  | Hurts To Be In Love                           |
| 2001  | Someday                                       |
| 2005  | Limbo (à la radio seulement)                  |
| 2006  | Wind Of Hope (à la radio seulement)           |
| 2006  | Dreamer                                       |
| 2006  | Let The Stars Fall Down                       |
| 2007  | AD07 (EP)                                     |
| 2009  | Stop The Pain (par Sly&Robbie / Taxi Records) |
| 2010  | Marble Eyes                                   |
| 2011  | Falling Down                                  |
| 2012  | Serenade (par Sly&Robbie / Taxi Records)      |
| 2014  | Life (avec Aboutblank feat. KLC)              |

## Reprises
Donalds a repris quelques chansons, dont :
- Somebody's Baby de Jackson Browne
- D'yer Mak'er de Led Zeppelin
- Thank You de Sinéad O'Connor
- All Out of Love de Air Supply
- Dream On d'Aerosmith
- Snowing Under My Skin de Cretu & Thiers
- Precious Little Diamond de Fox the Fox
- Hurts to Be in Love de Gino Vannelli

Plusieurs chansons de Donalds ont été reprises par d'autres artistes, dont :
- Mishale, par Tranx-Mission, 4Play et Marianna Gerasimidou
- Ruth Ann Boyle, par Just for One Day (I'd Die for You) sur l'album What About Us.